# ホイップクリーム
ホイップクリーム（英語: whipped cream）は、泡立て器やハンドミキサーを用いて空気を多く含んで軽くなるまで泡立てられた（牛乳から作る）クリーム。ホイップクリームは、甘味を加えることが多く、バニラの香りが添加されることもあり、シャンテリークリーム（英語: Chantilly cream）、クレーム・シャンティイ（フランス語: crème chantilly：発音: [kʁɛm ʃɑ̃tiji])）と称されることもある。
ただし、日本語では、こうした本来の意味のホイップクリームの材料となるものを「純生クリーム」と呼び、それに対して、牛乳ではなく植物性油脂から製造する代替品（後述の#イミテーション）を「ホイップクリーム」とし、呼び分けることがある。
英語の「whip」は「泡立てる」という意味。もとは「速く強く動かす」という意味の動詞で、その語源は13世紀中頃に遡り、14世紀初め頃からは名詞の「鞭」の意味でも用いられた。料理法に使われるようになったのは1670年頃のことである。「whipped」はその過去分詞形であり、「泡立てた」を意味する。

## 食品化学
30%以上の乳脂肪分を含むクリームが、空気を含むように撹拌されると、コロイド状となり、脂肪の滴の連なりの中に空気が泡状に含まれることで、撹拌前の体積の倍ほどのかさになる。しかし、それ以上さらに撹拌を続けると、脂肪の滴はコロイドを壊して密着し、バターとなる。乳脂肪分の低いクリーム（ライトクリーム）や牛乳は、撹拌しても同様にはならず、脂肪分の高いクリームが、安定した泡を形成する。
ホイップクリームの物性上の特徴は、乳脂肪分の比率や撹拌時間だけでなく、添加物や撹拌前の温度処理などによって変化することが知られている。

## 撹拌の方法
クリームは通常、泡立て器や、電動ないし手動のハンドミキサー、ないしはフードプロセッサーで撹拌される。
ホイップクリームは、砂糖、バニラ、コーヒー、チョコレート、オレンジ、その他のものによって、風味が添加される。19世紀のレシピの多くは、ホイップされた泡を安定させるためにトラガカント・ガムを加えることを勧めており、いくつかのレシピではホイップした卵白を加えるよう勧めていた。その他にも、ゼラチンやピロリン酸塩が、泡を安定させる添加物として商業的に使用されていた。

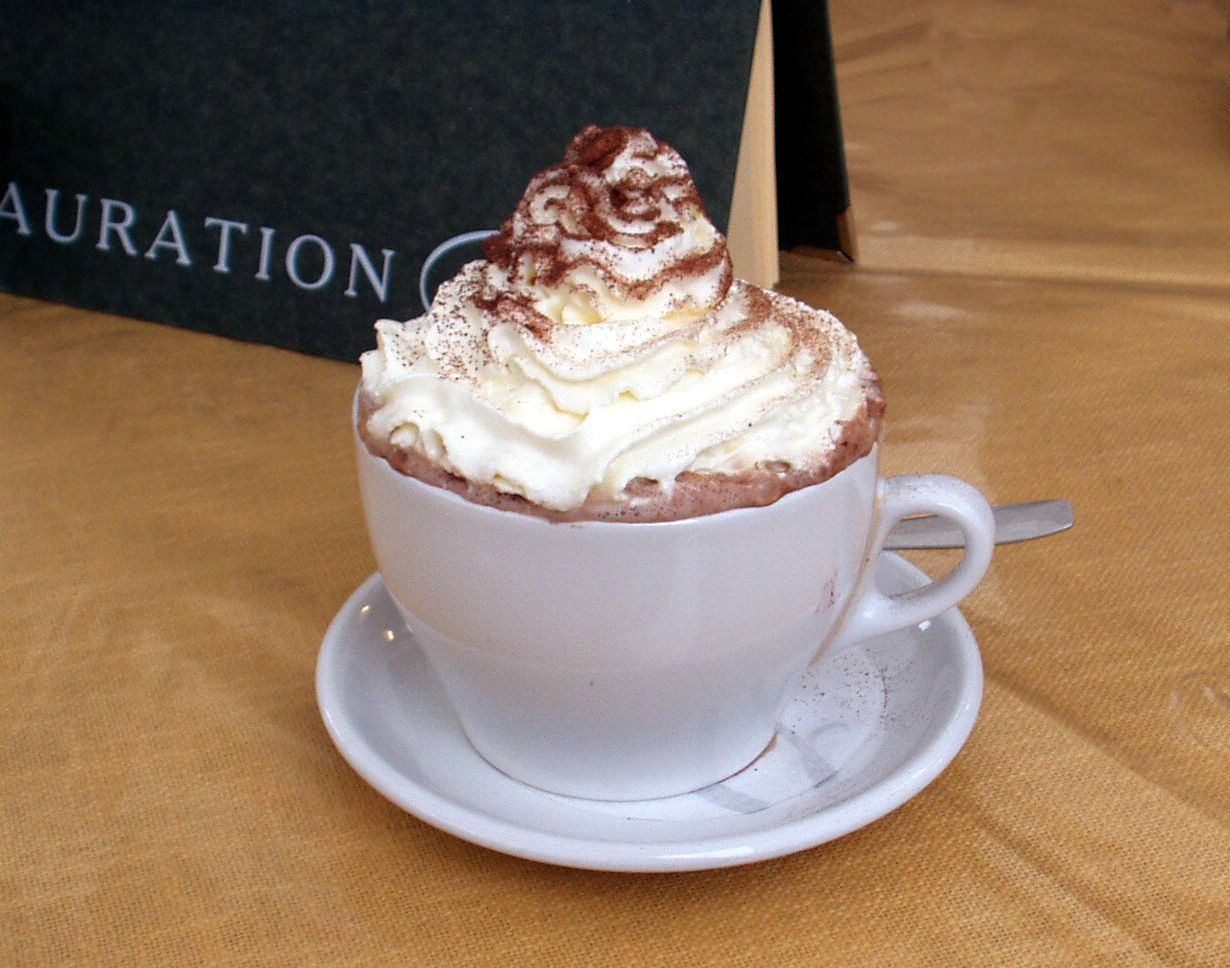
加圧されたスプレー缶で作ったホイップクリームを載せたホット・チョコレート。

ホイップクリームは、「ホイッピング・サイフォン (whipping siphon)」と称される製造機でも作られるが、多くの場合、泡を作る気体には亜酸化窒素が用いられるが、これは二酸化炭素を用いると酸味が出やすくなるためである。サイフォンは、 ホイップクリーム・チャージャーのカートリッジを取り替えることができるようになっているか、最初から加圧された気体が充填されたスプレーとして小売りされる。加圧された状態では、気体は乳脂肪分の中に溶け込んでいるが、圧力が解放されると気泡が形成され、ホイップクリームが出来上がる。
撹拌を高圧のもとで行なうと空気がより効率よく混ぜ込むことができ、ホイップクリームの撹拌に要する時間を短縮できるため、この原理を応用した撹拌器も開発されている。

## 歴史
しばしば甘味や香料を添加したホイップクリームは、既に16世紀には人気を博しており、クリストフォロ・ディ・メッシスブーゴ（フェラーラ、1549年）、バルトロメオ・スカッピ（ローマ、1570年）、 ランスロ・ド・カストー（リエージュ、1604年）などによる記述に、様々なレシピが残されている。当時は、「牛乳の雪 (イタリア語: neve di latte、フランス語: neige de lait）」と呼ばれていた。1545年の英語によるレシピ「皿いっぱいの雪 (A Dyschefull of Snow)」では、卵白も一緒にホイップし、ローズウォーターや砂糖で風味を付けると指示されていた。こうしたレシピや、19世紀末までのやり方では、自然に分離したクリームを、ヤナギの枝やイグサ類の茎などを用いてホイップし、表面にできた泡を少しずつ掬いとって残りの液体を流すという作業を、1時間以上も繰り返していた。19世紀末に、セパレーターが登場して脂肪分の高いクリームができるようになると、ホイップクリームづくりは、遥かに手早く、簡単にできるようになった。フランス語でホイップクリームを意味する「クレーム・フエテ (crème fouettée)」は1629年に使用されており、英語の「whipped cream」は1673年の用例がある。「スノー・クリーム (snow cream)」という表現も、17世紀まで使用されていた。
コーヒー、リキュール、チョコレート、果物など、様々なデザートには、ピラミッド状に盛られたホイップクリームが添えられ、あるいは混ぜられ、あるいは上に盛りつけられて、「クレーム・アン・ムース (crème en mousse)」（「泡だらけのクリーム」）とか、「クレーム・フエテ」、「クレーム・ムスーズ (crème mousseuse)」（泡立てたクリーム）、「ムース」（泡）などと称され、さらには「フロマージュ・ア・ラ・シャンティイ (fromage à la Chantilly)」（シャンティイ 風のチーズ）とも称された。チョコレート・ムースなど、現代のムースは、こうした伝統を受け継いだものである。
亜酸化窒素を使ってクリームをホイップする ホイッピング・サイフォンは、1930年代に、チャールズ・ゲッツ (Charles Getz) （GFSケミカルズのG・フレデリック・スミス (G. Frederick Smith) と一緒に開発にあたっていた）と、マーシャル・レイネック (Marshall Reinecke) が、同じ時期に発明した。両者とも特許を申請し、法廷での争いとなった。初審では、ゲッツの特許は無効とされたが、控訴審ではゲッツの特許が認められた。

## クレーム・シャンティイ

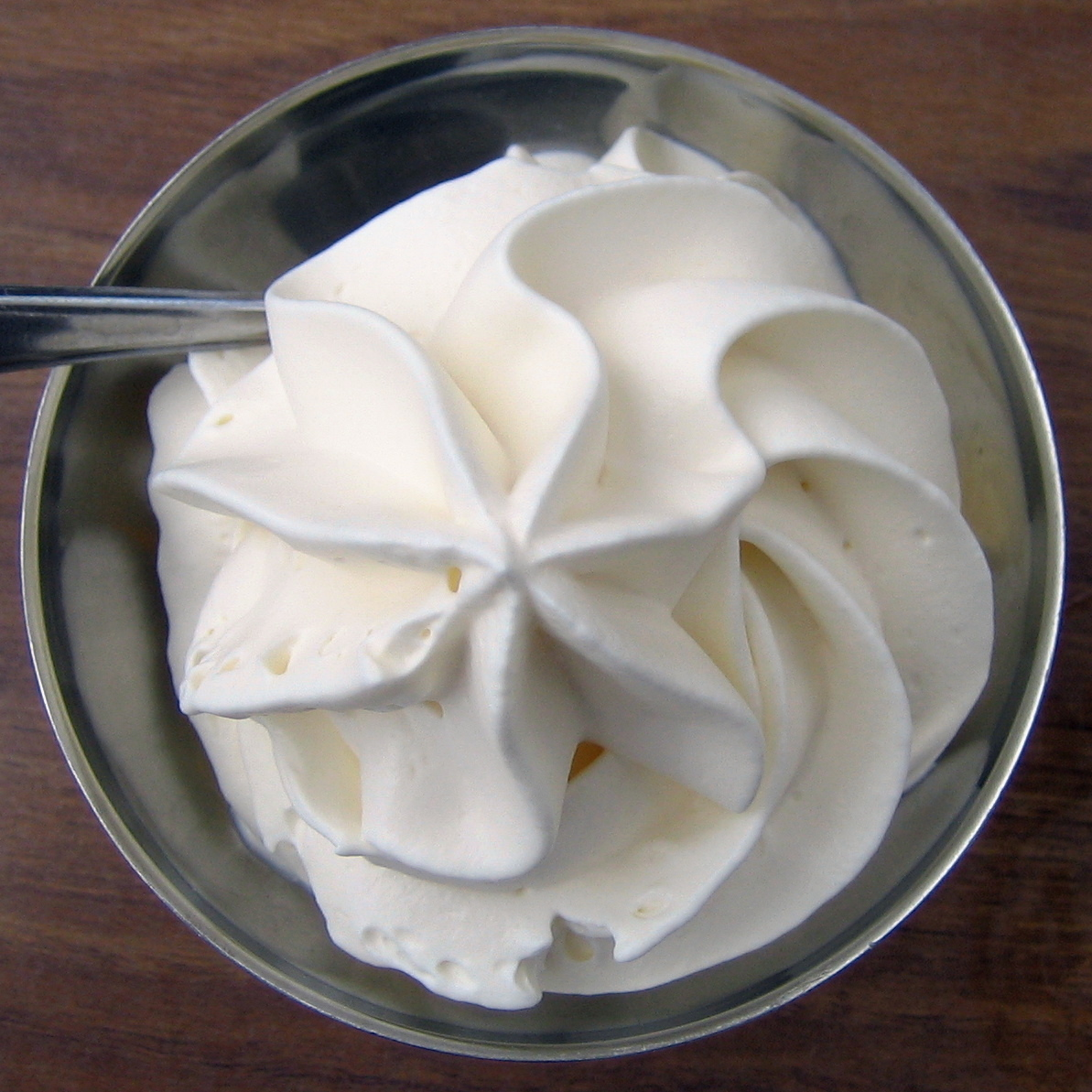
Crème Chantilly

「クレーム・シャンティイ (Crème Chantilly)」は、ホイップクリームの異称である。「ホイップクリーム」と「クレーム・シャンティ」の違いは、明確なものではない。両者を別のものと扱う書き手たちは、甘味をつけたものをクレーム・シャンティ、付けていないものをホイップクリームとしている。しかし、大部分の書き手は、両者を同義語として扱っており、いずれにも甘味が加えられているとされるか、いずれにも甘味が加えられていなくてもそう呼ばれるとしている例もあり、甘味は入れても入れなくてもよいとする説明もある。多くの書き手たちは、ふたつの表現の一方だけを、甘味が加えられたもの、ないし、加えていないものについて、使っているので書き手たちが意図的な使い分けをしているか否かは判然としない。
クレーム・シャンティを発明したとして、しばしば不正確に、証拠もなく言及される人物であるフランソワ・ヴァテールは、17世紀半ばにシャンティイ城のメートル・ドテルを務めていた。しかし、シャンティ（シャンティイ）の名をホイップクリームに結びつけた表現が初出するのは18世紀半ばのことであり、同じ頃にはオーベルキルヒ男爵夫人が、アモー・ド・シャンティイで昼食に出されたクリームを誉め称えているが、それについて詳しいことも述べていないし、シャンティに関わる名での言及もしていない。
「クレーム・シャンティ」、「クレーム・ド・シャンティ (crème de Chantilly)」、「クレーム・ア・ラ・シャンティ (crème à la Chantilly)」、「クレーム・フーエッテ・ア・ラ・シャンティ (crème fouettée à la Chantilly)」などの表現が一般的になったのは、19世紀のことである。1806年、ヴィアール (Alexandre Viard) の『Cuisinier Impérial』初版は、ホイップしたクリームにも、「シャンティ」の名を冠したクリームにも言及していないが、1820年版からは、その両方への言及がある。
「シャンティイ」の名が使われるようになったのは、おそらくはシャンティイ城が美食の象徴的存在となっていたためであった考えられる。

## イミテーション

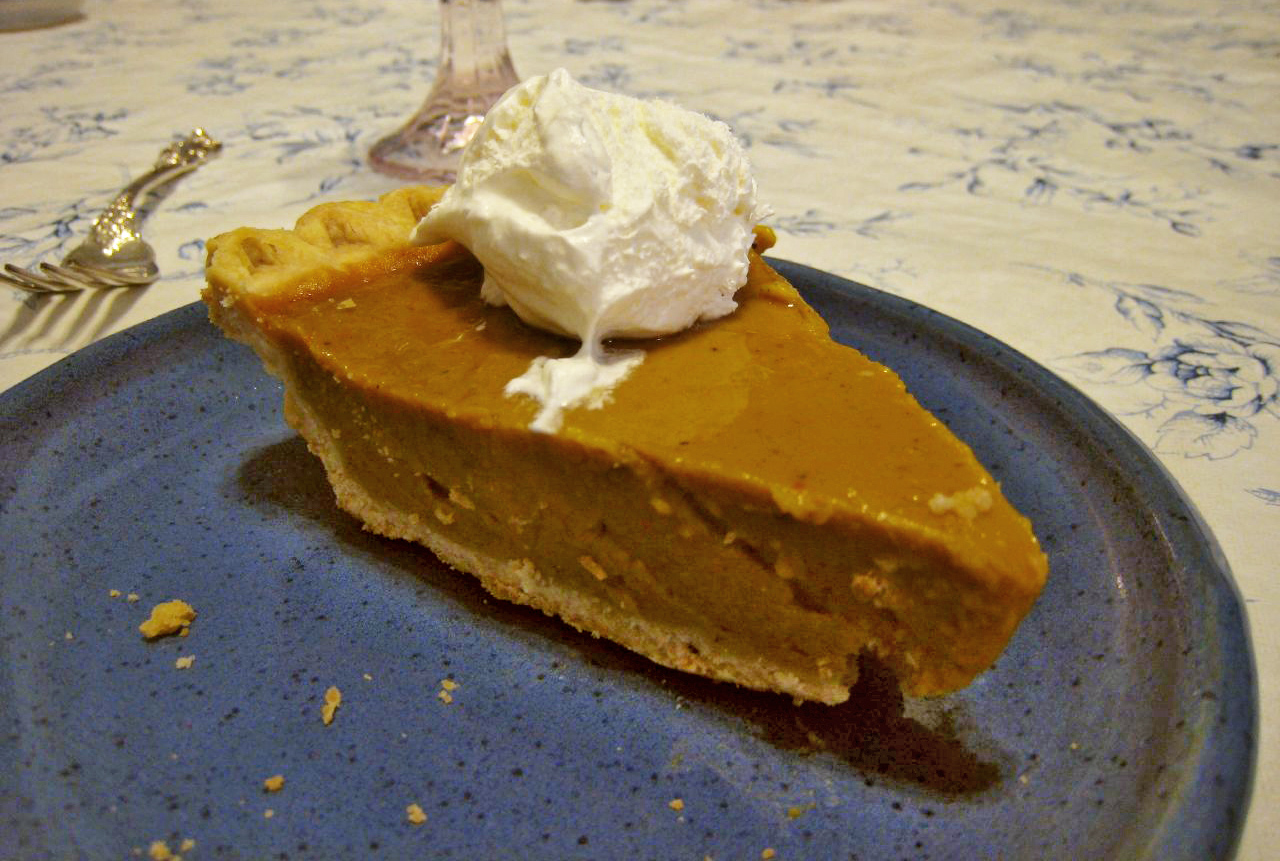
アメリカ合衆国などで流通している「Cool Whip」を載せたパンプキンパイ。主原料は植物性油脂だが、見た目は乳脂肪分から作るホイップクリームと変わらない。

ホイップクリームのイミテーションは、（英語では）「whipped topping」とか「squirty cream」といった名で商品として流通している。日本語では植物性油脂を乳化させて製造するイミテーションを「純生クリーム」に対して「ホイップクリーム」と称して区別することがある。
こうしたイミテーションが用いられる理由としては、以下のようなものがある。
- 酪農製品を避けるため
  - 牛乳アレルギー
  - ヴィーガニズム
  - 食のタブーにより牛乳と肉を混ぜることの禁忌（英語版）がある場合など宗教上の理由
- 保存期間が長い（冷蔵庫での保存など）
- 価格が安い - ただし、一部の人気の高いブランドは通常の（牛乳から作る）ホイップクリームの2倍もの価格がついていることもある[48]
- インスタント食品（調理が手軽）

こうしたイミテーションには、ある程度水素添加された油脂、甘味料、水、増粘安定剤、乳化剤が添加されて離漿を防止するが、これはいわばバターの代用品としてマーガリンを用いることとほぼ同義である。

## 使用法

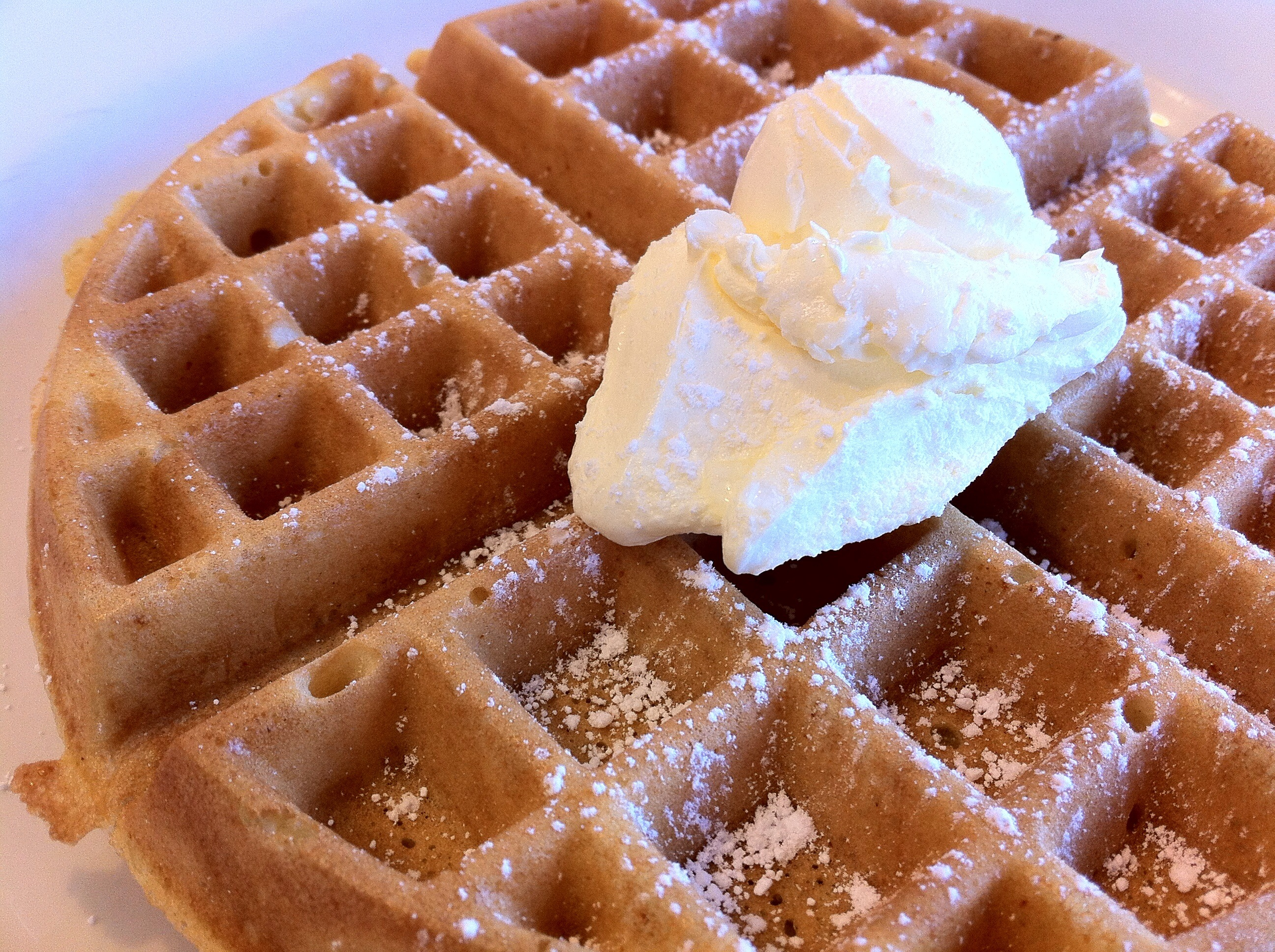
ホイップクリームを載せたワッフル。

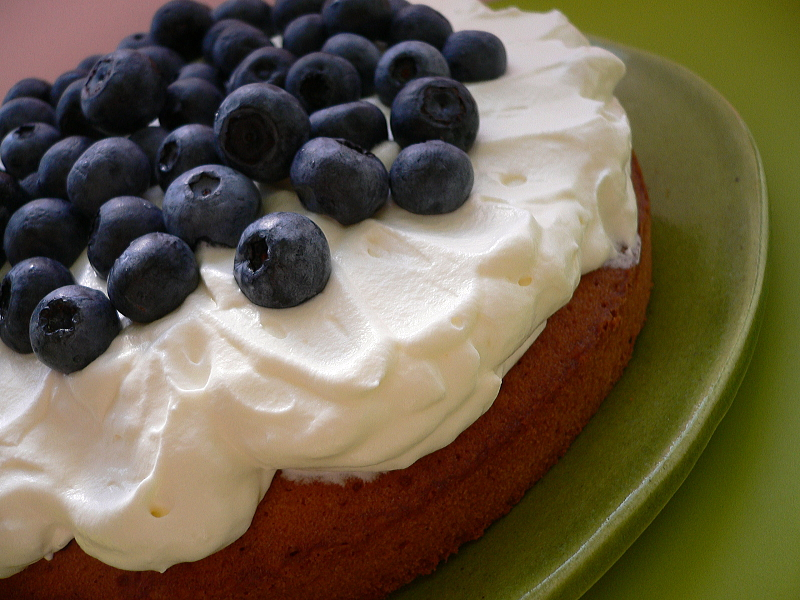
ホイップクリームをレイヤーにしてブルーベリーを載せたカトルカール（パウンドケーキ）。

ホイップクリーム、ないし、クレーム・シャンティは、果物やデザートのトッピングとして人気があり、パイや、アイスクリーム（特にサンデーなど）、カップケーキ、ケーキ、ミルクセーキ、ワッフル、ホット・チョコレート、ゼリー、カスタードプディングに添えられる。またコーヒーにホイップクリームを入れることもあり、ウィーンのコーヒーハウスの伝統を引くものは「Melange mit Schlagobers」（「ホイップクリーム添え」）と呼ばれるほか、日本においてはウィンナ・コーヒーとして広く知られている。ホイップクリームは、デザート類の中身としても用いられ、例えばシュークリームやレイヤー・ケーキの中に詰められる。